# Rijksmuseum Boerhaave
Rijksmuseum Boerhaave is een wetenschapsmuseum in de Nederlandse stad Leiden. Het museum is genoemd naar Herman Boerhaave (1668-1738), een Nederlandse arts, anatoom, botanicus, scheikundige en onderzoeker.
De naam van het museum was van 1976 tot 2016 Museum Boerhaave, van 1947 tot 1976 Rijksmuseum voor de Geschiedenis der Natuurwetenschappen en het werd in 1931 gesticht als Nederlandsch Historisch Natuurwetenschappelijk Museum.

## Geschiedenis
In 1928 werd de Stichting Het Historisch Natuurwetenschappelijk Museum opgericht door de Leidse hoogleraren Claude August Crommelin (1878-1965) en Cornelis Jakob van der Klaauw (1893-1972). De oprichting van het museum werd ironisch genoeg eigenlijk veroorzaakt door de vernieuwingen die Kamerlingh Onnes aan de Universiteit Leiden doorvoerde. Omdat Kamerlingh Onnes in sneltreinvaart de laboratoria vernieuwde, werden alle oude natuurkundige apparaten figuurlijk museumstukken. Zijn adjunct-directeur Crommelin zag het historisch belang en zorgde dat alle oude apparatuur ook letterlijk als museumstukken netjes opgeslagen werden. De verzameling historische instrumenten die Crommelin bij elkaar wist te brengen, vormde de basis van museum. Medeoprichter Jan-Gerard de Lint zorgde met aandacht voor medische instrumenten voor een verbreding van de collectie. De zoöloog Van der Klaauw was een van de anderen die bijdroeg aan de oprichting van het museum.

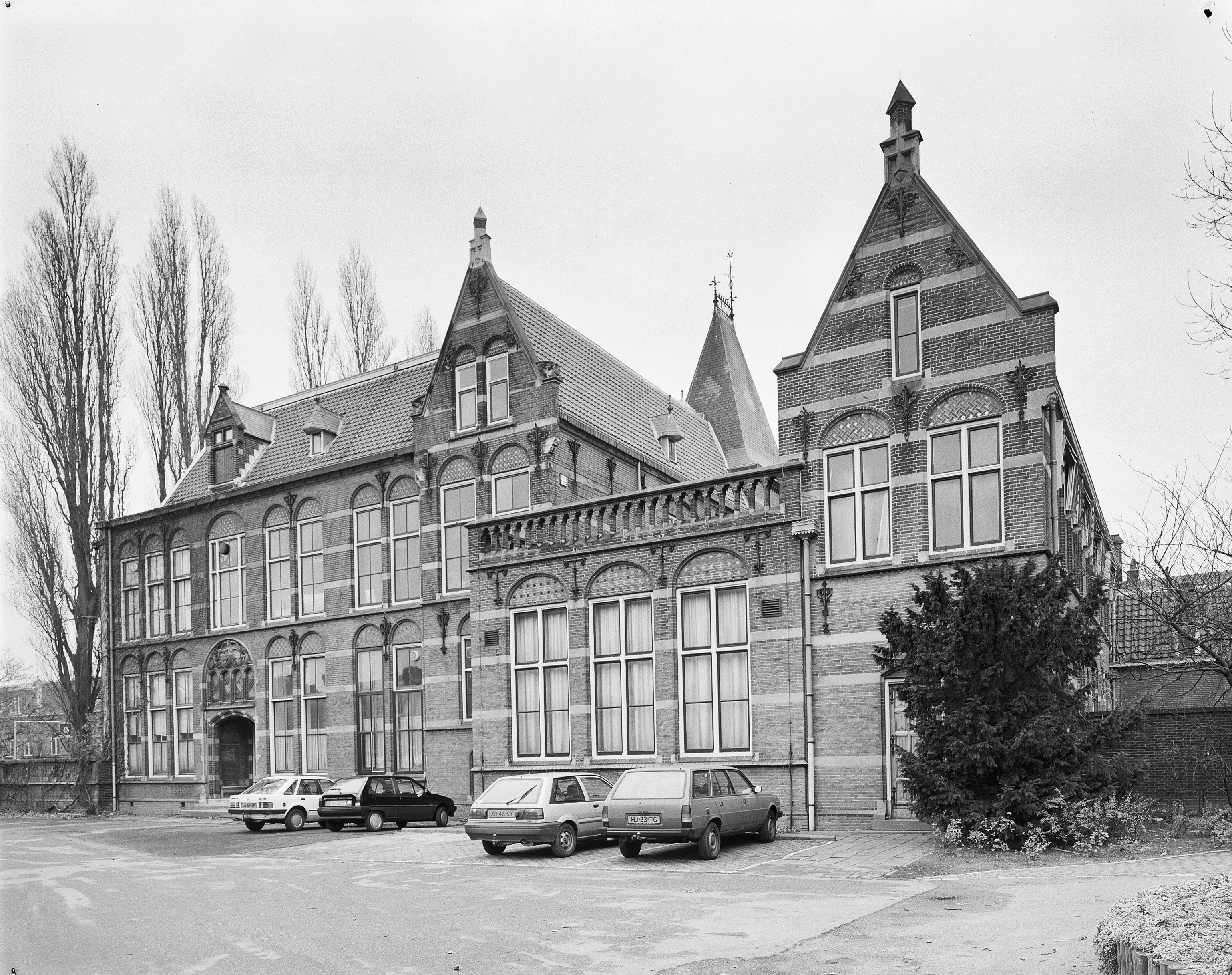
Het Boerhaave Laboratorium in 1990 - Rijksmuseum Boerhaave aan de Steenstraat (1931-1991).

Het museum opende op 5 juni 1931 als het 'Nederlandsch Historisch Natuurwetenschappelijk Museum' en werd gehuisvest in het voormalige Boerhaave Laboratorium aan de Steenstraat, een bijgebouw van het Academisch Ziekenhuis. In 1976 werd de naam Rijksmuseum voor de Geschiedenis der Natuurwetenschappen ingeruild voor Museum Boerhaave.
Om het museum beter te kunnen huisvesten verhuisde het in 1991 naar het voormalige Sint Caeciliaklooster aan de Lange St. Agnietenstraat. Het complex was aangekocht door de Rijksgebouwendienst en het werd in de jaren tachtig van de 20e eeuw gerestaureerd en uitgebreid. Bij de verhuizing werd ook de collectie van het voormalige Geschiedkundig Medisch-Pharmaceutisch Museum van de gemeente Amsterdam in de collectie opgenomen.
Rond 2011 dreigde het museum de deuren te moeten sluiten vanwege een tekort aan middelen. Het museum wist zich mede te redden door nieuwe sponsoren aan te trekken, zoals Shell. In ruil daarvoor kreeg het bedrijf invloed in het museum, zo was er een interview met Shells president-directeur Marjan van Loon te zien. Het museum ontkent stellig door Shell te zijn beïnvloed.

### Vernieuwing
Het museum werd in 2016 en 2017 gerenoveerd en opnieuw ingericht. De officiële heropening vond op 16 december 2017 plaats. In de nieuwe presentatie wordt het gebruik van de voorwerpen meegenomen. Onderzoekers en patiënten komen in beeld die met tentoongestelde apparaten behandelingen ondergingen. Korte films, audiofragmenten, animaties en digitale magazines geven ook extra informatie. In 2019 werd het museum bekroond met de European Museum of the Year Award. De naam werd bij de heropening veranderd naar 'Rijksmuseum Boerhaave'.
In het museum is een reconstructie van het Leids Anatomisch Theater uit 1610 op ware grootte te zien. De reconstructie is van rond 1990, de skeletten zijn recent. Een onderdeel van de collectie en een goed voorbeeld van vernieuwend denken in de 17e eeuw zijn de chirurgische instrumenten van Cornelis Solingen. Ook bevinden zich er 72 door Louis Auzoux vervaardigde modellen van het menselijk lichaam.
In 2019 nam het museum samen met het NEMO Science Museum en het Teylers Museum het initiatief om de Irispenning in het leven te roepen als prijs voor excellente wetenschapscommunicatie.

## Collectie
Het museum bevat een collectie historische wetenschappelijke instrumenten uit alle takken van wetenschap, maar hoofdzakelijk uit de geneeskunde, natuurkunde, en astronomie. De collectie van Rijksmuseum Boerhaave is na de ontstaansperiode uitgebreid tot ca. 120.000 objecten, boeken, prenten en beeldmateriaal. Daartoe behoren de meridiaankijker van de Leidse Sterrewacht, de vulpen van Albert Einstein, het eerste nierdialyse-apparaat van Willem Kolff, de schilderijen met de vier gedaantes van een arts, het Surinaamse Insectenboek van Maria Sibylla Merian, en recente wetenschappelijke uitvindingen, zoals de qubit, bouwsteen van een quantumcomputer die onderzoekers nu proberen te ontwikkelen.
Verwervingen van het museum in de jaren 2020 zijn onder meer de kunstmatige alvleesklier, de ampul en spuit van het eerste COVID-19 vaccin, een 3D-geprint kinderhart en een maquette van de Ramspolbrug. De verzamelfocus richt zich op de periode na 1900. Met dit verzamelbeleid wordt gekeken naar recente ontwikkelingen en vraagstukken rond wetenschappelijke en medische praktijken. De traditionele verzamellijnen van wetenschappelijke instrumenten zoals microscopen, telescopen en anatomische modellen blijven bestaan.

## Presentatie
De vaste presentatie is te vinden op de eerste etage van het museum en beslaat verschillende thema's uit de wetenschap en wetenschapsgeschiedenis. De thema's die aan bod komen zijn: De Gouden Eeuw, Ziekte & Gezondheid, Machtige Verzamelingen, Water Stroom & Data en Grote Vragen. De zalen van Machtige Verzamelingen zijn in oktober 2021 blijvend vernieuwd en werd aangevuld met een collectie instrumenten van verzamelaar Bert Degenaar. De laatste zaal 'Grote Vragen' is in juni 2022 vernieuwd en laat in drie thema's de belangrijkste ontwikkelingen binnen de hedendaagse wetenschap en bespiegelingen over de toekomst zien.
Op de begane grond van het museum is een presentatie voor kinderen, bestaande uit: Schateiland Boerhaave, Spelen met Wiskunde, De Maakstudio en Waterland Boerhaave. Ook is er een vaste presentatie over prijzen in wetenschap: Prijzenkast. In de tentoonstelling Prijzenkast staat het wetenschappelijk erfgoed van de Nederlandse Nobelprijswinnaars centraal. De tentoonstelling benadrukt ook hoe wetenschap niet alleen een kwestie van individuele genialiteit is, maar juist het resultaat van teamwork en gezamenlijke inzet en is er speciale aandacht voor de diversiteit binnen de wetenschap.

### Tijdelijke tentoonstellingen
De vaste presentatie van het museum wordt aangevuld met wisselende tijdelijke tentoonstellingen die op de begane grond van het museum te vinden zijn.
- Ongezien, ongelijkheid in geneeskunde (maart 2025 - maart 2026)
- Dichter bij het Zwarte Gat (maart 2024 - januari 2025)
- Onvoorstelbaar (april 2023 - januari 2024)
- BrAInpower (september 2022 - maart 2023)
- Besmet! (juli 2020 - augustus 2022)
- Kosmos: Kunst & Kennis (oktober 2019 - maart 2020)
- Herman Boerhaave & de Gouden Eeuw van wetenschap (november 2018 - september 2019)
- Op recept, 350 jaar medicijnen (2018-2019)
- Frankenstein, op weg naar een nieuwe mens (2018)
- Rijk van Rotzooi (2015-2016)
- 100 Jaar Uitvindingen Made by Philips Research (2013-2015)
- Circus Boerhaave (2011)

## Vrienden
De vrienden van Rijksmuseum Boerhaave zijn verenigd in de 'Caecilia Stichting'. Deze stichting is vernoemd naar het voormalig Caecilia gasthuis waarin het museum gehuisvest is. De 'Caecilia Stichting' had 1.100 leden in 2021. Sinds de oprichting in 1996 steunt ze het museum bij het realiseren van zijn ambities. Ze bevordert dat Rijksmuseum Boerhaave het belang van de wetenschap onder de aandacht kan brengen van een breed publiek. De vrienden hebben in 2017 een substantiële bijdrage geleverd aan een nieuwe inrichting van het museum.

## Galerie

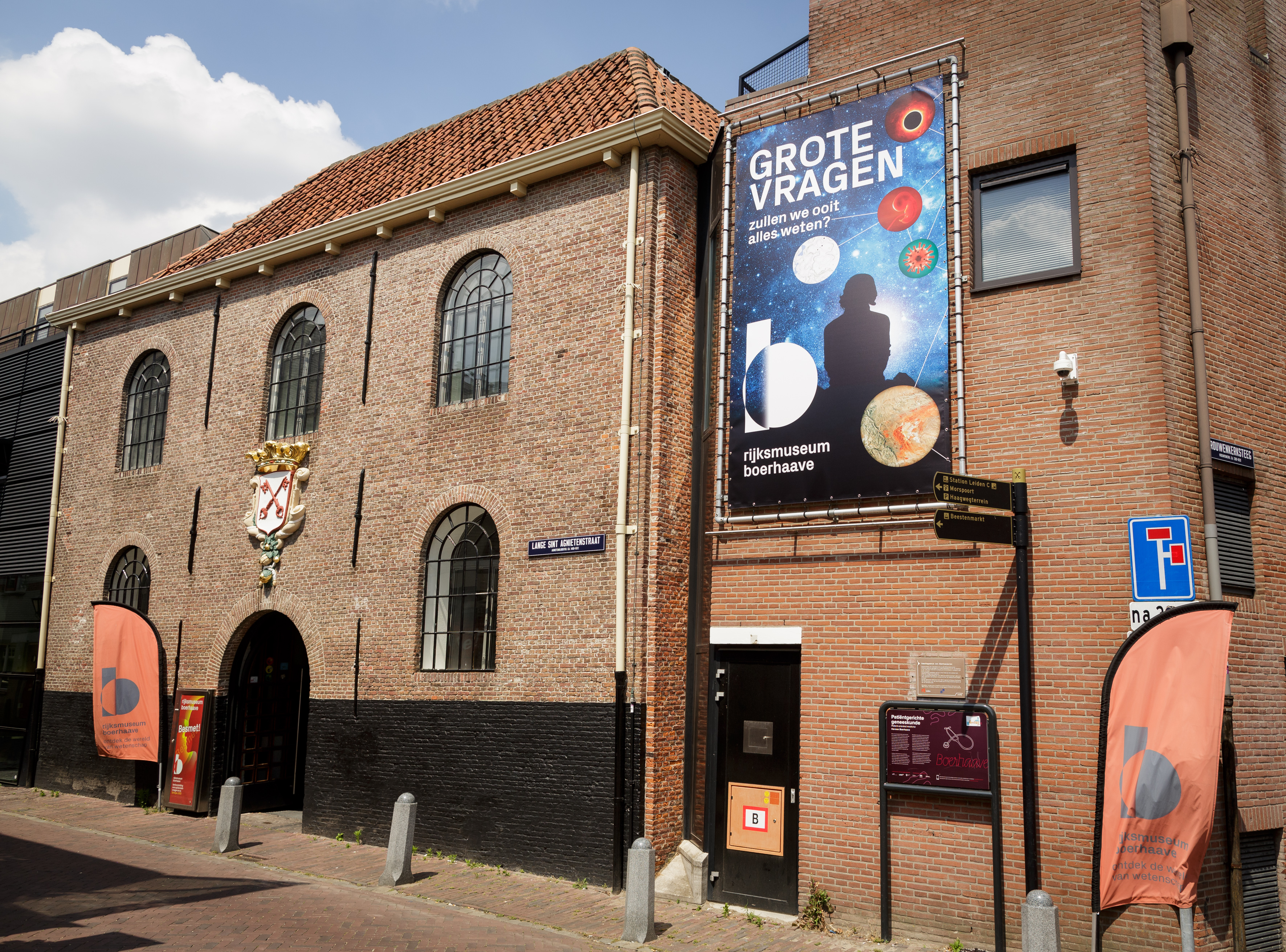
Entree Rijksmuseum Boerhaave (2022)
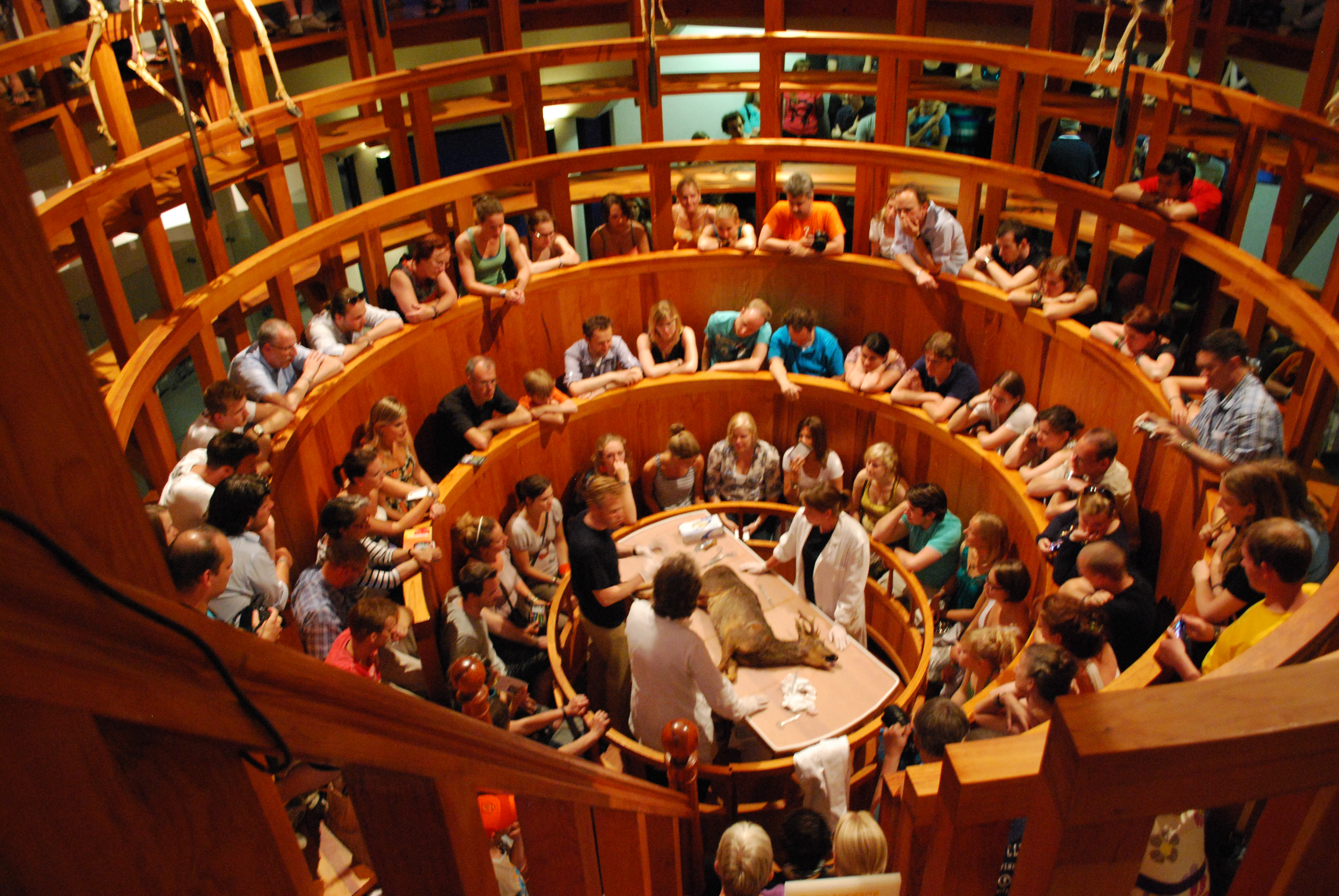
Anatomisch theater in Rijksmuseum Boerhaave (2010)
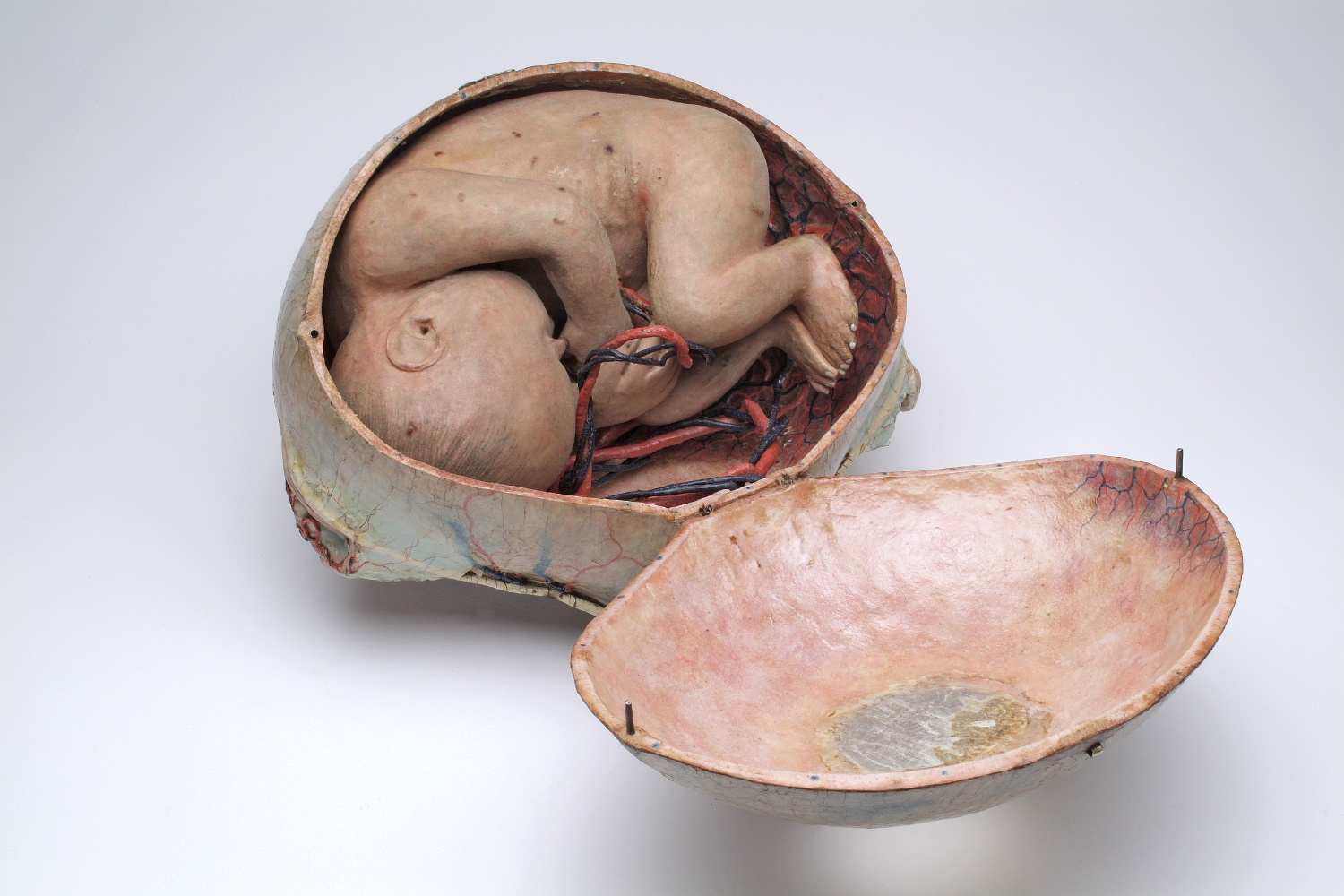
Auzoux zwangerschapsmodel van papier-maché
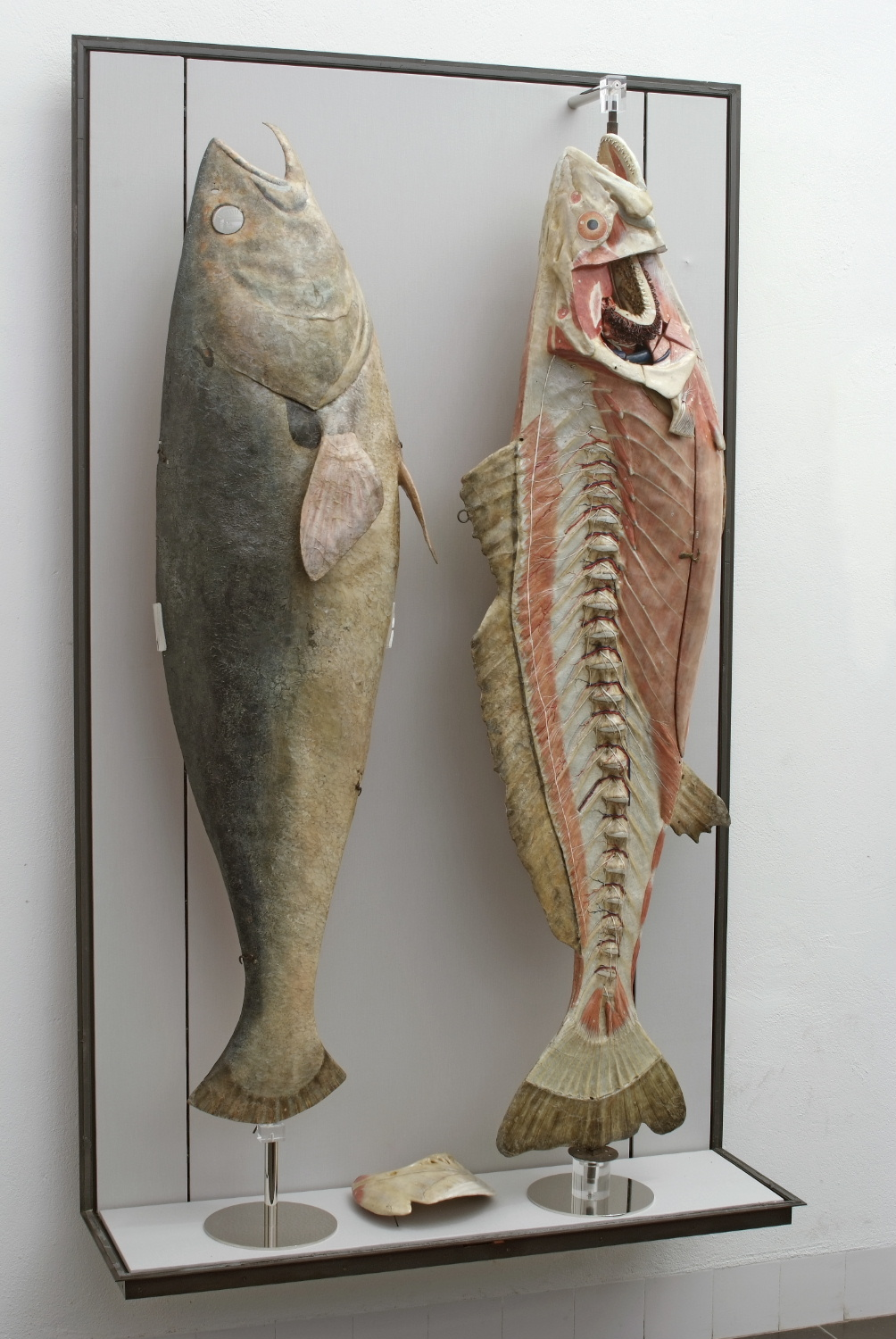
Auzoux papier-maché model van een zeebaars in Rijksmuseum Boerhaave, Leiden

## Directeuren
- Jan-Jaap de Haan (september 2025 - heden)[13]
- Annelore Scholten (februari 2025 - september 2025, a.i.)
- Amito Haarhuis (april 2018 - februari 2025)
- Dirk van Delft (2006 - april 2018)
- G.A.C. (Gerrit) Veeneman (1984 - 2006)
- A.J.F. Gogelein (1970 - 1984)
- Maria (Mies) Rooseboom (1949 - 1969)
- August Crommelin (1928-1949)

## Beeldmerk

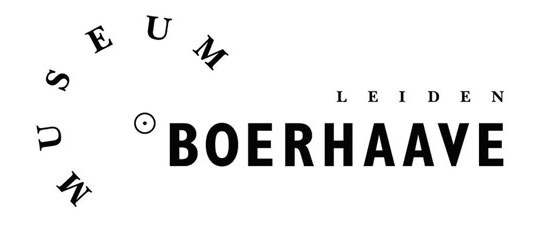
Logo Museum Boerhaave tot 2016
Logo Rijksmuseum Boerhaave 2017 - heden